# League of Ireland 2019
Die League of Ireland 2019 (offiziell: SSE Airtricity League Premier Division nach dem Ligasponsor Airtricity) war die 99. Spielzeit der höchsten irischen Fußballliga. Die Saison begann am 15. Februar 2019 und endete mit den Relegationsrückspiel am 31. Oktober 2019.
Meister wurde Titelverteidiger Dundalk FC.

## Modus
Alle Mannschaften spielten jeweils viermal an 36 Spieltagen gegeneinander um die Meisterschaft. Nach einer Ligareform spielten nur noch zehn Mannschaften sowohl in der League of Ireland als auch in der zweitklassigen First Division. Das Team auf dem letzten Platz stieg direkt ab, das Team auf dem vorletzten spielte in der Relegation gegen den Abstieg.

## Vereine
| Verein                        | Wappen                        | Stadt      | Stadion                          | Kapazität |
| ----------------------------- | ----------------------------- | ---------- | -------------------------------- | --------- |
| Bohemians Dublin              | Bohemians Dublin              | Dublin     | Dalymount Park                   | 7.955     |
| Cork City                     | Cork City                     | Cork       | Turners Cross                    | 7.485     |
| Derry City                    | Derry City                    | Derry      | Brandywell Stadium               | 7.700     |
| Dundalk FC                    | Dundalk FC                    | Dundalk    | Oriel Park                       | 6.000     |
| Finn Harps                    | Finn Harps                    | Ballybofey | Finn Park                        | 7.500     |
| Shamrock Rovers               | Shamrock Rovers               | Dublin     | Tallaght Stadium                 | 5.947     |
| Sligo Rovers                  | Sligo Rovers                  | Sligo      | The Showgrounds                  | 5.500     |
| St Patrick’s Athletic         | St Patrick’s Athletic         | Dublin     | Richmond Park                    | 5.340     |
| University College Dublin AFC | University College Dublin AFC | Dublin     | UCD Bowl                         | 3.000     |
| Waterford FC                  | Waterford United              | Waterford  | Waterford Regional Sports Centre | 5.000     |

## Abschlusstabelle
| Pl. | Verein                            | Sp. | S  | U  | N  | Tore    | Diff. | Punkte |
| --- | --------------------------------- | --- | -- | -- | -- | ------- | ----- | ------ |
| 1.  | Dundalk FC (M)                    | 36  | 27 | 5  | 4  | 073:180 | +55   | 86     |
| 2.  | Shamrock Rovers                   | 36  | 23 | 6  | 7  | 062:210 | +41   | 75     |
| 3.  | Bohemians Dublin                  | 36  | 17 | 9  | 10 | 047:280 | +19   | 60     |
| 4.  | Derry City                        | 36  | 15 | 12 | 9  | 056:340 | +22   | 57     |
| 5.  | St Patrick’s Athletic             | 36  | 14 | 10 | 12 | 029:350 | −6    | 52     |
| 6.  | Waterford FC                      | 36  | 12 | 7  | 17 | 046:530 | −7    | 43     |
| 7.  | Sligo Rovers                      | 36  | 10 | 12 | 14 | 038:470 | −9    | 42     |
| 8.  | Cork City (P)                     | 36  | 9  | 10 | 17 | 029:490 | −20   | 37     |
| 9.  | Finn Harps (N)                    | 36  | 7  | 7  | 22 | 026:640 | −38   | 28     |
| 10. | University College Dublin AFC (N) | 36  | 5  | 4  | 27 | 025:820 | −57   | 19     |

Platzierungskriterien: 1. Punkte – 2. Tordifferenz – 3. geschossene Tore

| (M) | amtierender irischer Meister         |
| (P) | amtierender irischer Pokalsieger     |
| (N) | Neuaufsteiger aus der First Division |

## Kreuztabelle
| Hinrunde (Runden 1–18) | Hinrunde (Runden 1–18) | Hinrunde (Runden 1–18) | Hinrunde (Runden 1–18) | Hinrunde (Runden 1–18) | Hinrunde (Runden 1–18) | Hinrunde (Runden 1–18) | Hinrunde (Runden 1–18) | Hinrunde (Runden 1–18)        | Hinrunde (Runden 1–18) | 2019                          | Rückrunde (Runden 19–36) | Rückrunde (Runden 19–36) | Rückrunde (Runden 19–36) | Rückrunde (Runden 19–36) | Rückrunde (Runden 19–36) | Rückrunde (Runden 19–36) | Rückrunde (Runden 19–36) | Rückrunde (Runden 19–36) | Rückrunde (Runden 19–36)      | Rückrunde (Runden 19–36) |
| Bohemians Dublin       | Cork City              | Derry City             | Dundalk FC             | Finn Harps             | St Patrick’s Athletic  | Shamrock Rovers        | Sligo Rovers           | University College Dublin AFC | Waterford FC           | Verein                        | Bohemians Dublin         | Cork City                | Derry City               | Dundalk FC               | Finn Harps               | St Patrick’s Athletic    | Shamrock Rovers          | Sligo Rovers             | University College Dublin AFC | Waterford FC             |
| ---------------------- | ---------------------- | ---------------------- | ---------------------- | ---------------------- | ---------------------- | ---------------------- | ---------------------- | ----------------------------- | ---------------------- | ----------------------------- | ------------------------ | ------------------------ | ------------------------ | ------------------------ | ------------------------ | ------------------------ | ------------------------ | ------------------------ | ----------------------------- | ------------------------ |
|                        | 0:1                    | 1:1                    | 0:2                    | 1:0                    | 1:0                    | 1:0                    | 1:2                    | 3:0                           | 0:0                    | Bohemians Dublin              |                          | 1:0                      | 0:0                      | 2:1                      | 5:3                      | 3:0                      | 2:1                      | 2:1                      | 10:1                          | 1:2                      |
| 2:0                    |                        | 0:0                    | 0:2                    | 1:1                    | 1:1                    | 1:3                    | 0:0                    | 2:0                           | 0:2                    | Cork City                     | 0:0                      |                          | 1:4                      | 1:0                      | 0:0                      | 0:1                      | 1:1                      | 2:4                      | 3:2                           | 1:2                      |
| 0:2                    | 2:0                    |                        | 0:2                    | 4:0                    | 1:1                    | 0:1                    | 2:0                    | 3:0                           | 3:2                    | Derry City                    | 0:0                      | 4:0                      |                          | 2:2                      | 4:0                      | 1:3                      | 0:2                      | 3:0                      | 0:0                           | 2:0                      |
| 1:0                    | 1:0                    | 2:2                    |                        | 3:0                    | 1:0                    | 2:1                    | 1:1                    | 2:1                           | 4:0                    | Dundalk FC                    | 2:1                      | 1:0                      | 1:0                      |                          | 5:0                      | 4:0                      | 3:2                      | 4:0                      | 3:0                           | 3:0                      |
| 0:1                    | 3:4                    | 2:3                    | 1:1                    |                        | 0:2                    | 0:1                    | 1:2                    | 3:0                           | 3:2                    | Finn Harps                    | 1:0                      | 0:0                      | 1:0                      | 0:3                      |                          | 1:2                      | 0:3                      | 2:0                      | 0:0                           | 1:0                      |
| 1:1                    | 1:0                    | 1:3                    | 1:0                    | 0:0                    |                        | 0:1                    | 2:1                    | 2:0                           | 0:3                    | St Patrick’s Athletic         | 0:0                      | 1:1                      | 1:0                      | 0:1                      | 1:0                      |                          | 0:2                      | 2:1                      | 0:0                           | 0:2                      |
| 0:1                    | 2:0                    | 2:0                    | 0:0                    | 3:0                    | 1:0                    |                        | 3:0                    | 3:1                           | 2:1                    | Shamrock Rovers               | 1:0                      | 3:0                      | 2:2                      | 0:1                      | 1:0                      | 0:0                      |                          | 0:0                      | 7:0                           | 2:1                      |
| 0:2                    | 1:2                    | 0:0                    | 2:1                    | 1:1                    | 0:1                    | 2:1                    |                        | 1:0                           | 0:0                    | Sligo Rovers                  | 1:1                      | 1:1                      | 1:2                      | 0:2                      | 3:1                      | 1:1                      | 0:0                      |                          | 5:1                           | 0:0                      |
| 0:2                    | 2:1                    | 0:2                    | 1:3                    | 3:0                    | 1:1                    | 0:1                    | 0:2                    |                               | 4:1                    | University College Dublin AFC | 3:0                      | 0:1                      | 1:3                      | 0:5                      | 1:0                      | 0:1                      | 0:3                      | 0:2                      |                               | 1:2                      |
| 0:0                    | 2:0                    | 2:2                    | 0:3                    | 4:0                    | 2:0                    | 1:2                    | 3:3                    | 1:0                           |                        | Waterford FC                  | 1:2                      | 1:2                      | 1:1                      | 0:1                      | 0:1                      | 1:2                      | 1:5                      | 2:0                      | 4:2                           |                          |

## Torschützenliste
| Pl. | Name                | Mannschaft       | Tore |
| --- | ------------------- | ---------------- | ---- |
| 1.  | Junior Ogedi-Uzokwe | Derry City       | 14   |
| 2.  | Patrick Hoban       | Dundalk FC       | 13   |
| 3.  | Michael Duffy       | Dundalk FC       | 12   |
| 4.  | Daniel Mandroiu     | Bohemians Dublin | 11   |
| 4.  | David Parkhouse     | Derry City       | 11   |
| 4.  | Aaron Greene        | Shamrock Rovers  | 11   |
| 4.  | Romeo Parkes        | Sligo Rovers     | 11   |
| 8.  | Aaron McEneff       | Shamrock Rovers  | 10   |

## Relegation
|                 | Gesamt |            | Hinspiel | Rückspiel |
| --------------- | ------ | ---------- | -------- | --------- |
| Drogheda United | 1:2    | Finn Harps | 1:0      | 0:2       |